# Аммербух
Аммербух (нім. Ammerbuch) — громада в Німеччині, знаходиться в землі Баден-Вюртемберг. Підпорядковується адміністративному округу Тюбінген. Входить до складу району Тюбінген.
Площа — 49,99 км2. Населення становить 11 274 ос. (станом на 31 грудня 2020).